# Фироклис Антонов
Фироклис (Филокрис) Антонов Шумков е български революционер, деец на Вътрешната македоно-одринска революционна организация.

## Биография
Филокрис Антонов е роден в 1880 година в град Крива паланка, тогава в Османската империя. В 1901 година завършва с шестнадесетия випуск Солунската българска мъжка гимназия. През 1903 година става учител в Гевгели. Влиза във ВМОРО и е член на гевгелийския околийски комитет. По време на Илинденско-Преображенското въстание е избран за районен началник в Гевгелийско.
В 1911 година завършва строително инженерство в Гентския университет.
Участва в Първата световна война като инженер, приравнен капитан. За заслуги във войната е награден с два ордена „За гражданска заслуга“.